# Жаштик-Ак-Алтин
«Жаштик-Ак-Алтин» (кирг. Жаштык-Ак-Алтын) — киргизський футбольний клуб, який представляє Кара-Суу.

## Хронологія назв
- 1992: Створений як ФК «Ака-Алтин» (Кара-Суу)
- 1994: Перейменований в ФК «Ак-Алтин» (Кара-Суу)
- 1997: Перейменований в ФК «Жаштик» (Ош)
- 1998: Перейменований в ФК «Жаштик-Ак-Алтин» (Кара-Суу)

## Історія
Клуб заснований в 1992 році. Виступав під назвами «Ак-Алтин» (Кара-Суу) в 1993—1995 роках (у вищій лізі в 1994—1995) і «Жаштик» (Ош) в 1997 році, але значущих успіхів у цей період не домагався. З 1998 року виступає під назвою «Жаштик-Ак-Алтин». Назва «Жаштик» в перекладі означає «Юність», «Ак-Алтин» — «Біле золото» (бавовна).
У своєму першому сезоні під новою назвою почав виступи в південній зоні вищої ліги, де посів п'яте місце і не зміг відібратися до фінального турніру. У 1999 році «Жаштик-Ак-Алтин» домігся першого серйозного успіху — завоював бронзові медалі чемпіонату Киргизстану, на наступний сезон став четвертим, пропустивши вперед три бішкекських команди. Два роки поспіль — у 1999 і 2000 роках — тренер карасууйському клубу Володимир Власіч визнавався кращим тренером Киргизстану. На початку 2001 року «Жаштик» представляв Киргизстан на Кубку чемпіонів Співдружності, так як чемпіон і призери чемпіонату відмовилися від участі в ньому.
У 2001 році клуб вперше завоював срібні медалі, поступившись тільки визнаному лідеру тих років «СКА-ППО», і став фіналістом Кубку Киргизстану, де програв все тому ж «СКА-ППО» з рахунком 0:1, пропустивши вирішальний гол на останній хвилині матчу. У 2002 році карасууйський клуб повторив цей успіх.
У 2003 році чемпіонат Киргизії знову проводився за двоступеневою формулою. «Жаштик» впевнено виграв турнір Південної зони, зазнавши єдиної поразки від принципових суперників з Ошу, але обіграв їх в домашньому матчі з рахунком 6:0. У фінальному турнірі за чемпіонський титул, клуб не зазнав жодної поразки. Столичний «СКА-ППО» був обіграний на виїзді з рахунком 1:0 завдяки голу Марата Маманова, а в матчі-відповіді в Кара-Суу вдалося вирвати нічию (2:2) завдяки двом голам в останні хвилини матчу. В результаті «Жаштик-Ак-Алтин» вперше став чемпіоном Киргизії, випередивши «СКА-ППО» на 5 очок, тренував команду тренерський дует у складі Баїша Юсупова та Олександра Калашникова. На початку 2004 року киргизька команда взяла участь в Кубку чемпіонів Співдружності, де крупно програла всі 3 матчі.
У наступних сезонах «Жаштик» чотири рази поспіль посідав третє місце в чемпіонаті. Він пропускав вперед клуби з півночі країни й до 2008 року залишався серед найсильнішим південних команд. Тільки в 2008 році клуб вперше за 10 років випав з трійки призерів, посівши шосте місце, а в 2009 році поділив третє-четверте місця (матч за бронзові медалі не відбувся).
На початку 2010 року «Жаштик-Ак-Алтин», як і інші команди півдня Киргизії, відмовився від участі в чемпіонаті через політичну нестабільність після зміни влади в країні. Після того, як ситуація в Киргизії стабілізувалася, клуб так і не був відроджений.
Клуб сім разів виходив у фінал Кубку Киргизстану (2001—2006, 2008) і всі сім разів поступався, тричі — клубу СКА-ППО і чотири рази — клубу «Дордой-Динамо», причому п'ять фіналів були програні з однаковим рахунком 0:1. «Жаштик» став єдиною командою світу, хто програв 6 кубкових фіналів поспіль, до цього рекордом володіли «УСМ Алжир» та йорданська «Аль-Рамта», які програли по 5 фіналів поспіль.

## Досягнення
- Топ-Ліга
  -  Чемпіон (1): 2003
  -  Віце-чемпіон (2): 2001, 2002
  -  Третє місце (7): 2001, 2002, 2003, 2004, 2005, 2006, 2008

- Кубок Киргизстану
  -  Фіналіст (7): 2001, 2002, 2003, 2004, 2005, 2006, 2008

## Виступи на континентальних турнірах під егідою АФК
- Ліга чемпіонів АФК: 1 виступ

2002-03: Квалфіфікація у Західній зоні — 2-ий раунд

## Відомі гравці
- Баргибай уулу Бакит
- Євгеній Болдигін (найкращий бомбарир клубу — 222 голи)[7]
- Ільхом Ісраїлов
- Ісмаїл Маліков
- Єдгорбек Маматов
- Нурлан Раджабалієв
- Айбек Сулайманов
- Віталій Тимофеєв

## Відомі тренери
- Володимир Власичев (~1999—2001)
- Баїш Юсупов (~2003—2004)
- Олександр Калашников (2002—2005,2007-2008)